# Auto Union 1000 Sp
La Auto Union 1000 Sp è un'autovettura sportiva di fascia media prodotta dal 1958 al 1965 dalla Casa automobilistica tedesca Auto Union.

## Storia e profilo

### Debutto
Già prima dello scoppio della Seconda Guerra Mondiale, l'Auto Union e nello specifico il suo marchio di fascia popolare, la DKW, aveva in catalogo modelli di impostazione sportiva a 2 posti, in particolare roadster, ma non di rado anche coupé. Nell'immediato dopoguerra si cercò gradualmente di tornare a proporre tali modelli, oltre alle normali berline ed alle giardinette Universal necessarie per muovere merci e materiali vari in un Paese che doveva essere ricostruito quasi per intero. Ma le prime coupé e roadster (che anche la Casa stessa ritenne più appropriato definire cabriolet a 2 posti) non erano caratterizzate da un'impronta particolarmente sportiva, sebbene le loro linee fossero effettivamente un po' più dinamiche rispetto alle berline dalle quali derivava la loro carrozzeria. L'unico modello DKW o Auto Union che potesse essere realmente considerato sportivo fu la DKW Monza, che però fu destinata quasi esclusivamente alle corse e non aveva delle vere caratteristiche da vettura sportiva stradale, ma si prestava piuttosto ad un utilizzo più estremo. Inoltre la Monza non fu mai considerata come un vero prodotto DKW o Auto Union, in quanto assemblata da costruttori esterni. Fu così che durante la seconda metà degli anni cinquanta si ritenne necessario tornare a proporre un modello sportivo, quindi di nicchia, ma con meccanica derivata dalla grande serie.
Per quanto riguarda la carrozzeria, il compito di disegnarla fu affidato al designer interno Josef "Jupp" Dienst, il quale prese come fonte di ispirazione le linee della Ford Thunderbird del 1955 e, tra la fine del 1956 e l'inizio del 1957, partorì dalla sua mente una vettura assai elegante e sportiva, di chiara ispirazione americana grazie anche alle pinne posteriori. L'idea piacque, ma mancavano le costose attrezzature per realizzarla. Ci si rivolse pertanto al carrozziere Baur di Stoccarda, mentre inizialmente, come base meccanica, si scelse quella della F93 con motore da 0.9 litri. Successivamente alla definizione delle linee su carta si passò alla realizzazione di un modellino in scala 1:5 e da lì al primo prototipo il passo fu breve. Fu solo nelle ultime fasi del progetto, sviluppatosi tra l'altro in tempi brevi, che al tricilindrico della F93 subentrò quello da 1 litro destinato alla Auto Union 1000, ma in una variante da 50 CV che in seguito troverà posto proprio sotto il cofano delle 1000 in versione berlina e coupé a 4 posti. E fu proprio accanto alla 1000 ed al prototipo della DKW Junior che al Salone di Francoforte del 1957, fu presentata in anteprima la versione semi-definitiva della coupé biposto, per l'occasione presentata in una elegante livrea bicolore bianco-rossa. Anche la denominazione non fu inizialmente quella definitiva, visto che la vettura fu presentata come Auto Union 1000 Coupé Zweisitzer (Zweisitzer in tedesco significa a due posti). Differenti dal modello definitivo furono ad esempio la griglia del radiatore, i paraurti posteriori e la strumentazione interna. Nei mesi successivi alla kermesse tedesca, si lavorò per arrivare alla versione definitiva di questa coupé biposto dalle linee americaneggianti. Si arrivò a tale traguardo nell'aprile del 1958, quando cominciò la produzione dei primi esemplari definitivi, stavolta sotto la denominazione ufficiale di 1000 Sp, dove la sigla stava per Spezial. Per quanto riguardava la produzione, il pesante calo della domanda nel settore motociclistico fece in modo che lo stabilimento di Ingolstadt rimanesse sottosfruttato, per cui l'assemblaggio della 1000 Sp fu stabilito proprio ad Ingolstadt, mentre le carrozzerie verniciate furono realizzate dalla Baur di Stoccarda, che poi le avrebbe inviate nella città bavarese.

### Caratteristiche

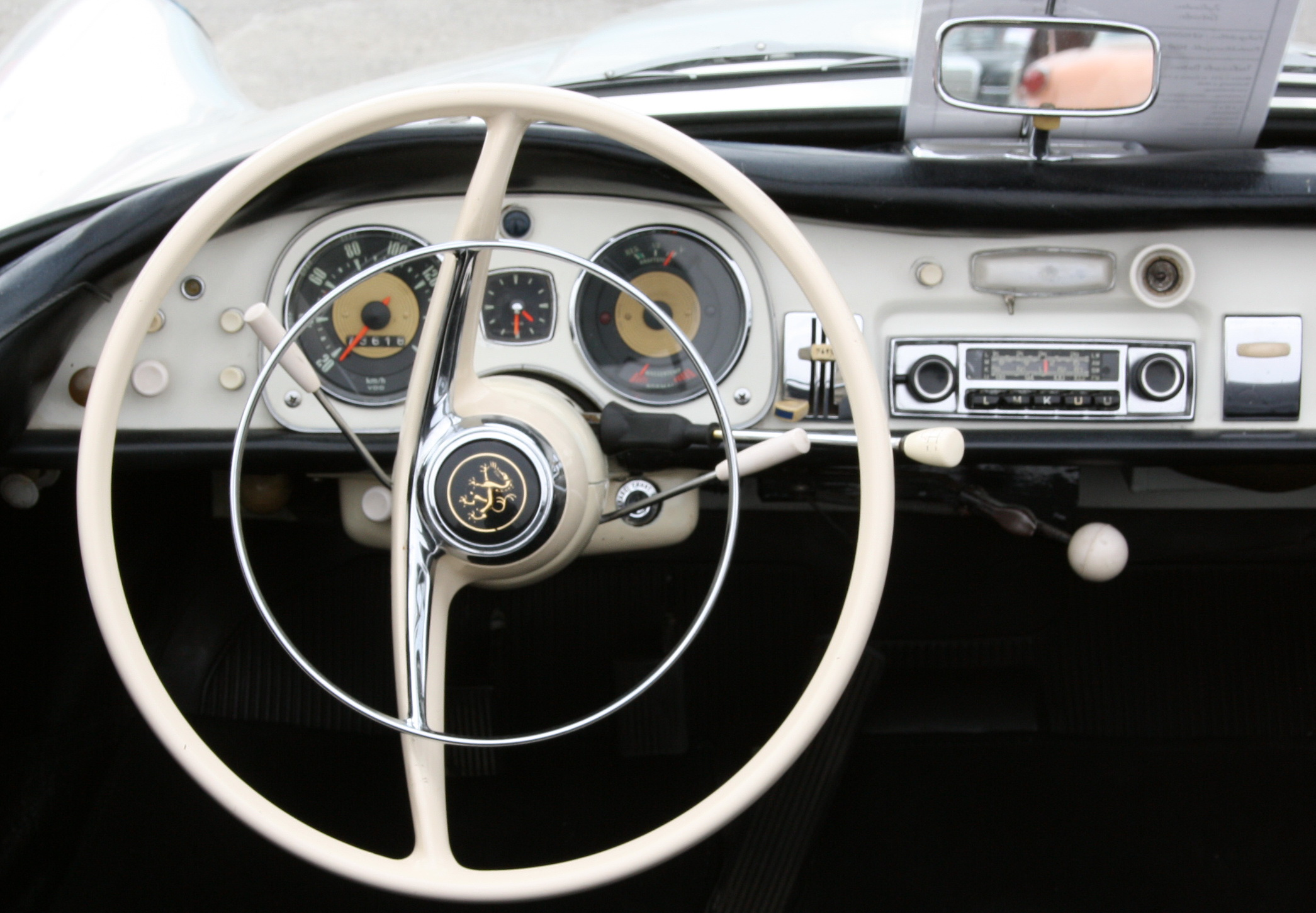
Il cruscotto di una 1000 Sp

Rispetto all'esemplare presentato a Francoforte l'anno precedente, la 1000 Sp presentò svariati aggiornamenti. Uno dei più evidenti fu il disegno dei copriruota, specifico per la Sp e non proposto quindi in altri modelli della gamma. Ma nella 1000 Sp, praticamente ogni lamierato e componente era inedito: il coperchio del vano motore era caratterizzato da una presa d'aria abbastanza vistosa che aveva il compito di raffreddare il piccolo propulsore. I proiettori anteriori, di diametro inferiore rispetto alla 1000 da cui veniva tratta la base meccanica, erano montati in alloggiamenti sporgenti mentre il paraurti anteriore era spezzato in due dalla presenza dell'alloggiamento per la targa. La vista laterale mostrava l'elegante soluzione dei passaruota posteriori semicarenati e dell'andamento parabolico del padiglione, il quale scendeva abbastanza bruscamente lasciando quindi molto spazio alla sagoma della coda e del vano bagagli. Due nervature partivano dalle portiere, all'altezza della linea di cintura e in prossimità della maniglia, per svilupparsi all'indietro fino a divenire le pinne di stampo americaneggiante proposte a suo tempo da Josef Dienst ed alle cui estremità erano alloggiati i fari posteriori di forma conica. Sotto di essi era possibile notare il particolare disegno ondulato del paraurti anch'esso un omaggio alle stravaganti cromature che in quegli anni facevano furore negli Stati Uniti. L'abitacolo era caratterizzato da rivestimenti in skai che interessavano sedili, pannelli porta e parte superiore di plancia e cruscotto. Questi ultimi nella loro zona rivolta al conducente, erano in tinta con la carrozzeria e la strumentazione era caratterizzata da due quadranti circolari di cui uno era il tachimetro e l'altro un insieme di spie e strumenti secondari. Tra i due quadranti circolari trovava posto l'orologio mentre nella zona centrale della plancia era prevista l'autoradio.
Inoltre, una variazione importante rispetto al prototipo di Francoforte fu quella che si celava sotto il cofano motore, e cioè il tricilindrico a due tempi da 1 litro (981 cm³ per la precisione) in cui la potenza massima fu portata da 50 a 55 CV grazie a numerose migliorie (rapporto di compressione aumentato, carburatore a doppio corpo, ridisegnamento dei condotti ecc). Un'altra modifica specifica fu la diversa riduzione finale della trasmissione grazie alla quale si potevano raggiungere i 140 km/h di velocità massima. La meccanica telaistica della 1000 Sp era derivata direttamente dalla 1000 ma con alcuni aggiornamenti del caso come ad esempio il retrotreno ribassato di 20 mm e l'utilizzo di ammortizzatori più rigidi. Il cambio era manuale a 4 marce, ma solo con seconda e quarta marcia sincronizzate.

### Carriera commerciale

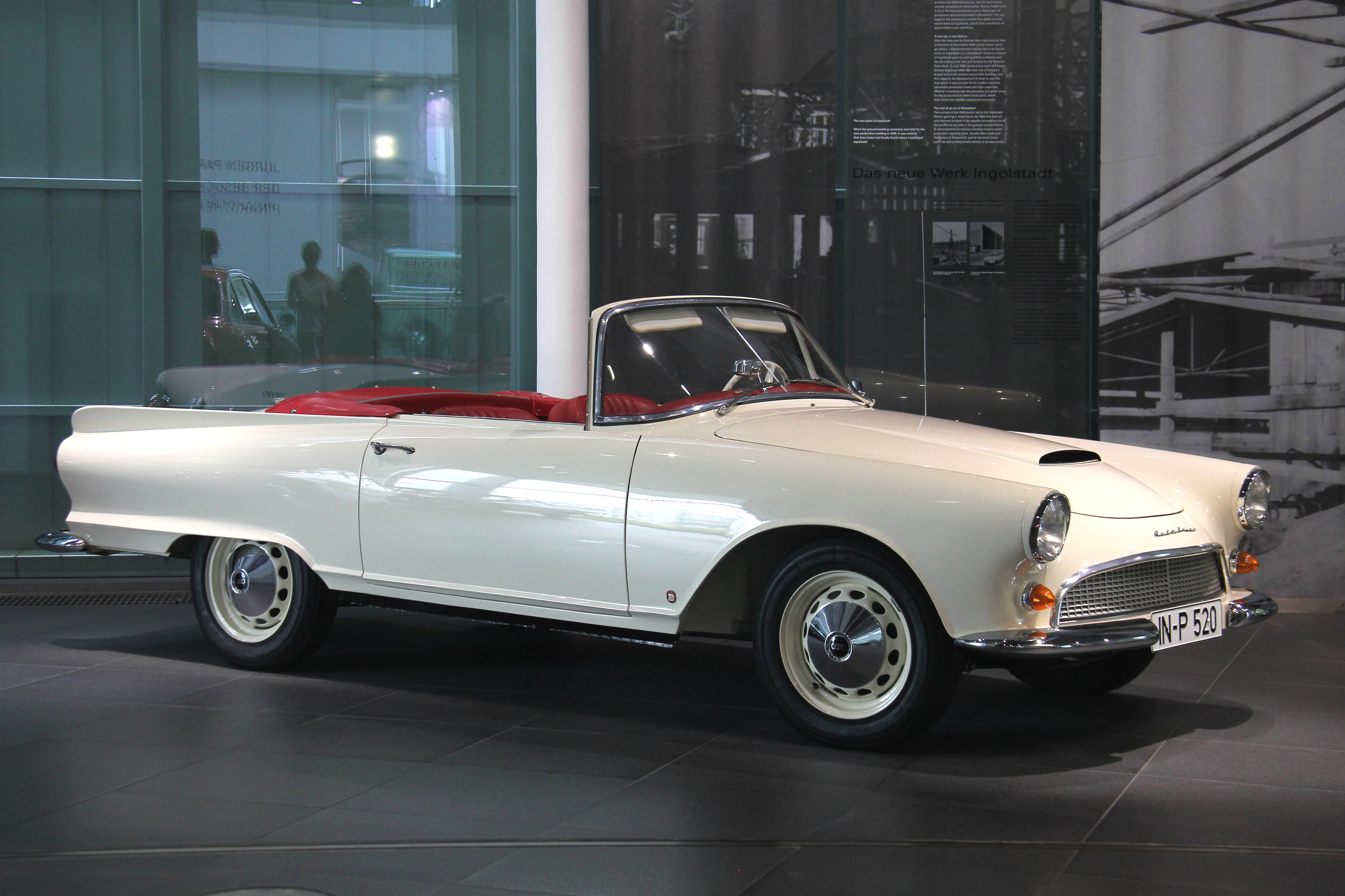
Una 1000 Sp Roadster: si notino le estremità della pinne più arrotondate rispetto alle prime coupé.

La carriera commerciale della 1000 Sp non conobbe parecchie tappe significative: dal 1960 fu introdotto un nuovo cambio completamente sincronizzato, mentre quella che fu sicuramente la più importante tappa evolutiva fu la presentazione al Salone di Francoforte del 1961 della versione roadster già prevista fin dall'inizio del progetto e che per errore fu mostrata in anteprima all'inizio del 1958 in alcuni opuscoli che avevano in realtà il compito di descrivere solo la versione coupé. Rispetto alla versione "chiusa" la 1000 Sp Roadster era caratterizzata da alcuni particolari differenti, come ad esempio le pinne dalle sommità arrotondate e non più appuntite. Ma di lì a poco anche la coupé avrebbe adottato tale soluzione. Nella primavera del 1962 fu rivista anche la meccanica, grazie all'arrivo di nuovi, inediti freni a disco anteriori, di un nuovo filtro dell'aria e di un nuovo sistema per il raffreddamento dell'olio motore.
La carriera commerciale della 1000 Sp terminò nel 1965, subito dopo che la Daimler-Benz cedette la proprietà del marchio Auto Union (ma anche dei marchi DKW ed Audi) alla Volkswagen. In seguito non vi sarebbero più stati modelli che avrebbero ripreso l'eredità della 1000 Sp, non immediatamente almeno, ma neppure alcuni anni dopo. In realtà, per vedere qualcosa di simile, ci si dovrà addentrare per decenni all'interno dell'era VAG, fino alla fine del XX secolo, quando con il marchio Audi verranno messe in commercio le versioni coupé e roadster della TT. Ma si tratta ovviamente di un accostamento molto azzardato, tanto è stato il progresso tecnico ed il lasso di tempo trascorso.
La vettura fu importata anche dalla bolognese Motauto, che la commercializzò per qualche tempo con la denominazione di 1000 SE Millespecial

### Riepilogo caratteristiche
Di seguito vengono mostrate le caratteristiche delle due versioni della gamma 1000 Sp:
| Modello                            | 1000 Sp Coupé                                                                                            | 1000 Sp Roadster                                                                                         |
| ---------------------------------- | --- | --- |
| Anni di produzione                 | 04/1958-03/1965                                                                                          | 10/1961-03/1965                                                                                          |
| Esemplari prodotti                 | 5.004 | 1.640 |
| Motore                             | A due tempi                                                                                              | A due tempi                                                                                              |
| Posizione                          | Anteriore longitudinale                                                                                  | Anteriore longitudinale                                                                                  |
| Numero e disposizione dei cilindri | 3 cilindri in linea                                                                                      | 3 cilindri in linea                                                                                      |
| Cilindrata (cm³)                   | 981 | 981 |
| Alesaggio x corsa (mm)             | 74 x 76                                                                                                  | 74 x 76                                                                                                  |
| Alimentazione                      | Un carburatore doppio corpo Solex 40 ICB                                                                 | Un carburatore doppio corpo Solex 40 ICB                                                                 |
| Rapporto di compressione           | 8:1 | 8:1 |
| Potenza massima (CV/rpm)           | 55/4500                                                                                                  | 55/4500                                                                                                  |
| Coppia massima (Nm/rpm)            | 93.2/3000                                                                                                | 93.2/3000                                                                                                |
| Frizione                           | Monodisco a secco                                                                                        | Monodisco a secco                                                                                        |
| Trazione                           | Anteriore                                                                                                | Anteriore                                                                                                |
| Cambio                             | Manuale a 4 marce solo con 2ª e 4ª marcia sincronizzate (completamente sincronizzato a partire dal 1960) | Manuale a 4 marce solo con 2ª e 4ª marcia sincronizzate (completamente sincronizzato a partire dal 1960) |
| Telaio                             | Telaio separato a longheroni e traverse                                                                  | Telaio separato a longheroni e traverse                                                                  |
| Sospensioni ant.                   | A ruote indipendenti con quadrilateri deformabili e molla a balestra trasversale                         | A ruote indipendenti con quadrilateri deformabili e molla a balestra trasversale                         |
| Sospensioni post.                  | Ad assale rigido oscillante con molla a balestra trasversale                                             | Ad assale rigido oscillante con molla a balestra trasversale                                             |
| Impianto frenante                  | A tamburo sulle quattro ruote, anteriori a disco dal 1962                                                | A tamburo sulle quattro ruote, anteriori a disco dal 1962                                                |
| Pneumatici                         | 155 x 15                                                                                                 | 155 x 15                                                                                                 |
| Massa in ordine di marcia (kg)     | 950 | 950 |
| Serbatoio                          | 51 litri                                                                                                 | 51 litri                                                                                                 |
| Velocità massima                   | 140 | 140 |
| Consumo medio                      | 10.2 | 10.2 |